# San Antonio (Texas)
San Antonio es una ciudad ubicada en el condado de Béxar, en el estado estadounidense de Texas. En el Censo de 2010 tenía una población de 1 327 407 habitantes y una densidad poblacional de 1098.14 hab./km². Está atravesada por el río San Antonio. Es la séptima ciudad más poblada de los Estados Unidos y la segunda del estado de Texas, después de Houston. Es la sede del condado de Béxar y se encuentra situada en el Suroeste de Estados Unidos y en la parte norte del Sur de Texas. 
La ciudad tiene una importante población hispana y es el epicentro de la cultura texana y del turismo en Texas. San Antonio se diferencia de centros urbanos del Suroeste en que las áreas pobladas están dispersas y hay una baja densidad de población en las afueras. Fue la cuarta gran ciudad en cuanto a rapidez de crecimiento en el país de 2000 a 2006 y la quinta de 2007 a 2008. Su área metropolitana tiene una población de 2 142 508 habitantes, según el Censo de 2010, lo que la convierte en la 25.ª área metropolitana más grande de Estados Unidos y la tercera de Texas.
La ciudad recibió su nombre del portugués San Antonio de Padua, cuyo día festivo se celebra el 13 de junio, cuando una expedición española se detuvo en la zona en 1691. Es famosa por sus misiones españolas, el Álamo, el Paseo del Río, la Torre de las Américas, el SeaWorld San Antonio y el Six Flags Fiesta Texas. La ciudad recibe, aproximadamente, 26 millones de turistas al año de acuerdo con la Convención y Oficina de Turismo de San Antonio. En la ciudad texana residen los pentacampeones de la NBA San Antonio Spurs y el San Antonio Stock Show & Rodeo, uno de los festivales de rodeo más importantes del país.
San Antonio tiene una fuerte presencia militar y es sede del Fuerte Sam Houston y las bases de la Fuerza Aérea de Lackland, Randolph y Brooks City, con los campos de entrenamiento de Bullis y Stanley en las afueras de la ciudad. La Base de la Fuerza Aérea de Kelly operó en la periferia de San Antonio hasta 2001, cuando fue trasladada a la de Lackland y las zonas restantes de la base se convirtieron en el Puerto de San Antonio, un aeropuerto y complejo industrial. Cinco compañías incluidas en la lista Fortune 500 tienen su sede en San Antonio, así como el South Texas Medical Center, el único abastecedor de cuidados e investigación médica en la región del Sur de Texas.

## Historia
La ciudad fue fundada el 5 de mayo de 1718 tal y como recoge el diario de la expedición comandada por el gobernador español Martín de Alarcón, redactado por fray Francisco Céliz:
El día 5 del mes de Mayo (1718) tomó posesión el señor gobernador en nombre de Su Majestad del sitio llamado San Antonio, poniéndose en él y fijando el estandarte real con la solemnidad necesaria, habiéndose antes celebrado misa por el padre capellán, y se le puso la Villa de Béjar, quedando desde entonces destinado dicho sitio para poner la vecindad y soldados para él diputados, así como el que dista como tres cuartos de legua arroyo abajo, en donde puso dicho señor gobernador la Misión de San Antonio de Valero.
La zona situada entre el arroyo de San Pedro y el río San Antonio, actualmente en el centro urbano de la ciudad de San Antonio, había sido visitada anteriormente por fray Damián de Massanet en 1689 y en 1709 por fray Antonio de Olivares quién urgió a la corona a que autorizase el establecimiento de una misión,  lo que finalmente ocurrió en 1718 con la fundación de la villa de Béjar, nombre elegido en honor al Duque de Béjar. La expedición fundadora había llegado al lugar el 25 de abril de 1718 y comenzó la construcción de la misión que le fue entregada a fray Antonio de Olivares el día 1 de mayo. Cuatro días más tarde comenzaba la construcción del Presidio de San Antonio de Béjar, en el lado oeste del río de San Antonio, que iba a dar cobijo a los soldados presidiales y sus familias, conformando el núcleo fundacional de la actual ciudad de San Antonio, bajo el gobierno del virrey don Baltasar de Zúñiga y Guzmán. Fray Antonio completó el complejo operativo con la construcción de la primera acequia de Texas (Acequia Madre de Valero), de 6 millas de largo, que construyó para el riego de 400 hectáreas y el abastecimiento de los habitantes de las nuevas instalaciones construidas. 
La misión sufrió las inclemencias meteorológicas y hubo de ser trasladada en un par de ocasiones hasta ocupar su lugar definitivo. Aunque la zona estaba poblada por numerosos nativos y era lugar de tránsito y comercio de otros muchos, como vía de comunicación de las tribus del Este, Caddos y Karankawas principalmente, con sus aliados en el Oeste, lo cierto es que los primeros pobladores de la Misión de San Antonio de Valero fueron las familias Xarames que ya formaban parte de la Misión cuando esta se encontraba en el valle del río Grande y que acompañaron a fray Antonio de Olivares en su traslado al río San Antonio. La villa de Béjar fue creciendo con la llegada de nuevos pobladores desde otras partes de la Nueva España. Los caminos utilizados por los nativos, y la villa de Béjar se estableció en uno de ellos, fueron la base de los caminos reales como el Camino Real de los Tejas.
Antes de la llegada de los españoles, en la zona se encontraban multitud de grupos indígenas, según fray Isidro Félix de Espinosa alcanzarían los 4 millares de personas. Uno de estos grupos, o naciones, como eran llamados por los frailes franciscanos, eran los Payaya que vivían cerca de las fuentes dónde nace el Arroyo de San Pedro, y primer lugar elegido para el asentamiento de la Misión, actualmente llamado San Pedro Springs. El lugar era llamando por los nativos Yanaguana, que significa «aguas refrescantes». Fue la expedición de Massanet y Alonso de León la que dio nombre al río San Antonio al haber llegado a él el día de San Antonio de Padua. Españoles y Payayas se conocían mutuamente ya que muchos de ellos acudían a comerciar a la Misión cuando esta se encontraba en el río Grande e incluso varios fueron bautizados en ella, siendo ellos mismos los que solicitaron la implantación de una misión franciscana que les sirviera de sustento y al mismo tiempo de protección contra los habituales ataques que sufrían por parte de los Apaches.
El 14 de febrero de 1719, el Marqués de San Miguel de Aguayo, José Azlor y Virto de Vera, propuso al rey de España que 400 familias fueran transportadas desde las islas Canarias, Galicia, Tlascala para poblar la provincia de Texas. Su plan fue aprobado, y se dio aviso a los canarios (Isleños) para que proporcionaran 200 familias, que llegarían a Texas por La Habana y Veracruz.
El rey Felipe V dicta la Real Orden en la que se decía:

Mando y ordeno que haga conocer mi real voluntad en esas islas y vea si hay familias que quisieran ir a La Habana y a Texas, si ellos lo deciden voluntariamente y no en otra forma.

De las 400 familias que se habían solicitado originalmente entre población peninsular, canaria y tlascalteca, solo diez familias llegaron a América, los casamientos entre miembros de la expedición durante el viaje de un año, generaron con posterioridad nuevas familias hasta alcanzar las dieciséis, la gran mayoría provenientes de Lanzarote. El coste de la migración fue tan desorbitado para la corona que el proyecto se abandonó tras este primer viaje. Por otra parte, las islas más cercanas a la costa africana (Fuerteventura y Lanzarote), que habían sido históricamente atacadas por expediciones de piratas berberiscos y por otras potencias europeas, no podían ser despobladas. El riesgo de no tener milicia suficiente para su defensa y que estas cayeran en manos de los enemigos del imperio, poniendo en riesgo el comercio con América, iba en contra de cualquier movimiento poblacional en las islas.
Así, el 9 de marzo de 1731, llegó a la villa un grupo de dieciséis familias, cincuenta y seis personas en total, procedentes de las Islas Canarias. Desde 1719, recién fundada la villa, en que el Marqués de Aguayo había solicitado a la corona el envío de más pobladores, hasta 1731 en que estos aparecieron, la villa había crecido de forma sensible, siendo una sorpresa para los recién llegados, que pensaban que llegaban a un despoblado, y para los residentes, quienes no esperaban la llegada de nuevos colonos, y mucho menos con garantías de la corona.
Amparados por una cédula real que les garantizaba las mejores tierras de cultivo y solares para construcción de viviendas en la misma plaza de la villa, desplazando con ello a sus primeros pobladores, ocasionó no pocas rencillas y disputas entre los recién llegados, no más de 30 adultos y niños muy pequeños, y los 1500 residentes entre los que se encontraban los soldados presidiales, sus familias, los civiles que habían ido estableciéndose al amparo y protección de los soldados presidiales, y los varios cientos de nativos, totalmente hispanizados después de más de diez años de vida en las misiones. Nativos bautizados, con nombres y apellidos españoles, que vivían y se comportaban como cualquier otro español, que comenzaban a habitar y construir sus viviendas en la villa, fuera de la Misión. Hasta cinco misiones con toda su población se congregaron en los alrededores de San Antonio antes de la llegada de los migrantes canarios.
De los requerimientos incluidos en la cédula real que llevaban colonos canarios, lo único que quedaba por hacer era el establecimiento de una alcaldía o cabildo, y la elección de alcalde, a lo que se aplicaron sin demora. El primer elegido fue Juan Leal Goraz que venía al frente de la expedición de canarios, al puesto solo podían optar los provenientes de canarias, no siendo posible para los otros residentes de la villa presentarse a la elección. Por otra parte, no fue Leal Goraz el primer alcalde de San Antonio ya que los distintos registros prueban que la población residente en la misión de Valero, al igual que las otras misiones, tenía su propio alcalde o gobernador, nombre que entonces recibía.
Una de las primeras disputas entre los nuevos colonos y la población residente llegó con la pretensión de cambiar el nombre de la villa a alguno relacionado con las islas canarias, fueron varias las opciones que se barajaron y las discusiones se prolongaron, hasta que el capitán del presidio las zanjó cambiando el nombre a San Fernando, en honor al hijo del rey Felipe V. La villa pasó a denominarse oficialmente San Fernando de Béjar. El Presidio situado dentro de la villa siguió llamándose San Antonio de Béxar y la Misión, que en su ubicación definitiva se encontraba al Este de la villa, también conservaba su nombre original de San Antonio de Valero, sumado a que el río que la regaba también se llamaba San Antonio facilitaron que, salvo en algún documento oficial, el nuevo nombre no cuajase y a principios del siglo XIX la ciudad se conociera, ya de forma oficial, como San Antonio.
El tiempo fue curando estas heridas abiertas y la población se fue mezclando en las siguientes generaciones. La herencia de estos colonos canarios se conserva en San Antonio, hermanada con las dos capitales canarias, en ella se encuentra la catedral católica más antigua de Estados Unidos, la Catedral de San Fernando, habiendo en su interior una capilla dedicada a la Virgen de Candelaria, Patrona General del Archipiélago Canario.
Durante muchos años, la capital de la provincia de Texas estuvo en Los Adaes, lugar que hoy se encuentra en el estado de Luisiana, después, cuando los franceses se retiraron y dejaron la Luisiana al control español, la capitalidad se traspasó a San Antonio.

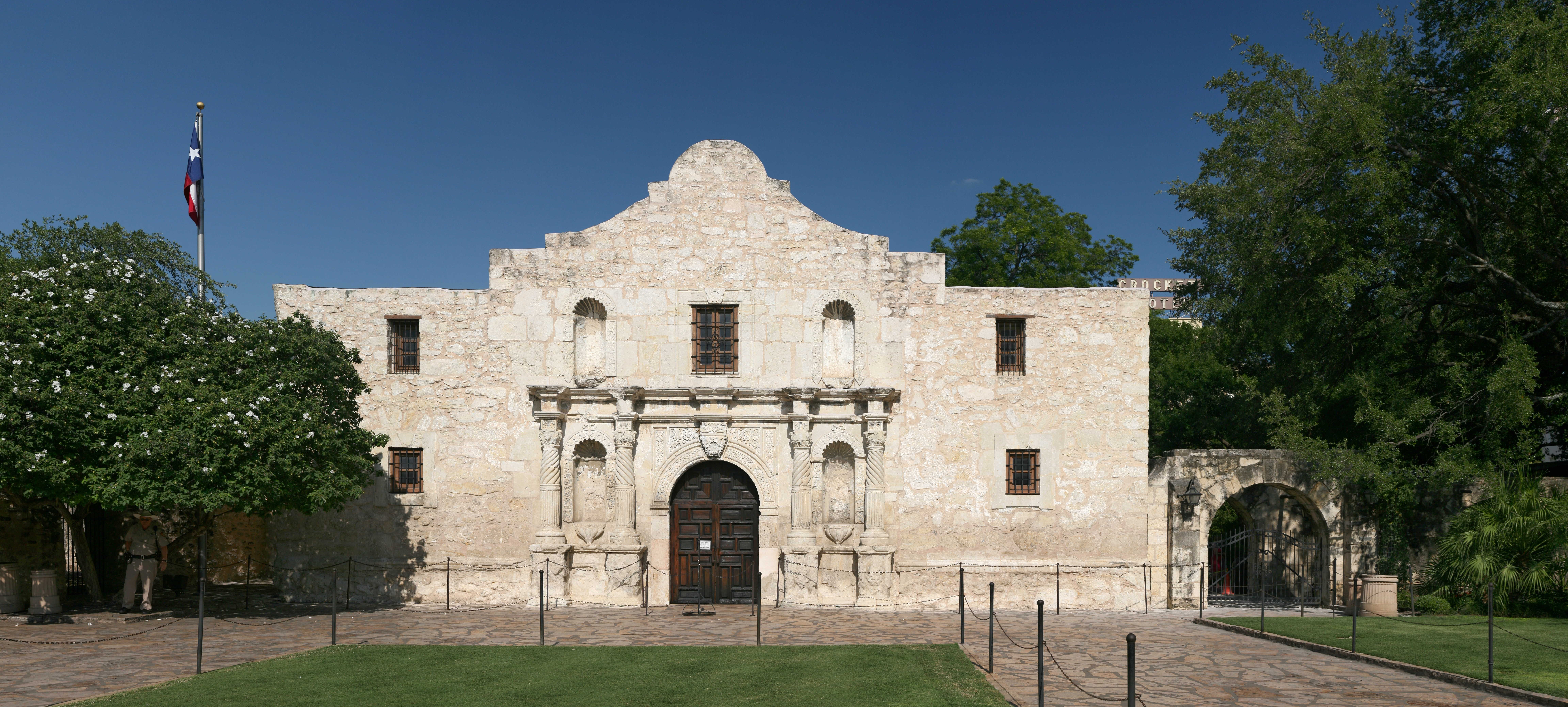
Misión de El Álamo.

Una vez agotada la labor misional, hispanizados los nativos y asumidos dentro de la población española, la misión entró poco a poco en decadencia hasta que en 1783 se trasladó su labor religiosa a la parroquia de San Fernando, sus propiedades fueron repartidas entre sus habitantes y se secularizó. El Presidio también dejó su función, que pasó a ser ejercida por la compañía volante de San Carlos de Parras o del Álamo de Parras que se estableció entre los muros de la antigua Misión y que rebautizaría el recinto como El Álamo.
En 1813 tuvo lugar un primer intento de independencia de los tejanos. Con el apoyo de filibusteros provenientes de los Estados Unidos una columna de rebeldes llegó a San Antonio, y uniéndose a determinados personajes de la población local tomaron la ciudad, y a pesar de la rendición de los militares españoles apostados en ella, ejecutaron a los oficiales, cortaron sus cabezas y las pusieron en picas. La brutalidad exhibida por los locales dejó perplejos a los voluntarios estadounidenses y tuvo una importancia clave en el desarrollo de los acontecimientos posteriores. En agosto de ese mismo año, cinco meses después de la rebelión, un ejército de 1500 soldados proveniente de Veracruz enfrentó a los rebeldes en la batalla del río Medina, al sur de San Antonio que aniquiló por completo al ejército rebelde, devolviendo la soberanía de la provincia a España. Los secesionistas fueron perseguidos y ejecutados, y entre muertos y huidos la población de San Antonio quedó reducida a la mitad, no más de dos mil habitantes.
En 1821 y con la independencia de México, la provincia de Tejas pasó a ser parte de México.
México permitió a los colonos anglo-americanos de los Estados Unidos en el territorio; En su mayoría están ocupados tierra en la parte oriental. Cuando Antonio López de Santa Anna abolió unilateralmente la Constitución mexicana de 1824, la violencia se produjo en muchos estados de México.
En una serie de batallas, el ejército texano consiguió forzar soldados mexicanos fuera de las zonas de asentamiento al este de San Antonio, que fueron dominados por los estadounidenses. Bajo la dirección de Ben Milam, en la batalla de Béxar (diciembre de 1835) las fuerzas texanas capturados San Antonio de las fuerzas comandadas por el general Martín Perfecto de Cos, cuñado de Santa Anna. En la primavera de 1836, Santa Anna marchó sobre San Antonio. Una fuerza de voluntarios bajo el mando de James C. Neill ocupó y fortificó la misión desierta.
A su salida, el comando conjunto de William Barret Travis y James Bowie se dejó a cargo de la defensa de la antigua misión. La batalla de El Álamo se llevó a cabo del 23 de febrero al 6 de marzo de 1836. El superaban en número a la fuerza texana fue derrotado en última instancia, con todos los defensores de El Álamo muertos. Estos hombres fueron vistos como «mártires» de la causa de la libertad de Texas y «Recuerde el Álamo» se convirtió en un grito de guerra en el eventual éxito del Ejército texano al derrotar al ejército de Santa Anna.
Juan Seguín, quien organizó la compañía de música tejana, patriotas que lucharon por la independencia de Texas, luchó en la batalla de Concepción, cerco de Béxar, y en la batalla de San Jacinto, y se desempeñó como alcalde de San Antonio. Se vio obligado a cabo de esa oficina, debido a las amenazas contra su vida, por los recién llegados sectarias y opositores políticos en 1842, convirtiéndose en el último alcalde tejano durante casi 150 años.
En 1845, los Estados Unidos finalmente decidió anexar Texas, e incluirlo como un estado de la Unión. Esto condujo a la Guerra México-Americana. Aunque los Estados Unidos ganaron en última instancia, la guerra fue devastadora para San Antonio. Por su extremo, la población de la ciudad se ha reducido en casi dos tercios, a 800 habitantes. reforzada por los migrantes e inmigrantes, en 1860 en el inicio de la Guerra Civil, San Antonio había crecido a una ciudad de 15 000 habitantes.

## Geografía
San Antonio se encuentra ubicada en las coordenadas29°28′21″N 98°31′31″O / 29.47250, -98.52528. Según la Oficina del Censo de los Estados Unidos, San Antonio tiene una superficie total de 1208.78 km², de la cual 1193.81 km² corresponden a tierra firme y (1.24%) 14.97 km² es agua.
Se encuentra atravesada por el río San Antonio.
San Antonio se asienta sobre el Escarpe de Balcones. El primer origen de agua potable en la ciudad fue el Acuífero Edwards. Detenidos en 1962 y 1969, respectivamente, los lagos Víctor Braunig y el Calaveras estuvieron entre los primeros embalses del país construidos para el uso reciclado de aguas residuales tratadas para el enfriamiento de las centrales eléctricas, reduciendo la cantidad de las aguas subterráneas necesarias para la generación eléctrica.

### Clima
San Antonio tiene un clima subtropical húmedo de transición ( Köppen : Cfa) que limita con un clima semiárido ( clasificación climática de Köppen : BSh) hacia el oeste de la ciudad. El clima de San Antonio se alterna entre seco y húmedo, dependiendo de los vientos predominantes. Los veranos son calurosos y los inviernos varían de suaves a fríos, sujetos a los frentes fríos del norte descendentes, con noches frías o congelantes y tardes frescas en torno a los 15 °C. La primavera y el otoño suelen ser suaves y lluviosos, respectivamente. San Antonio recibe, aproximadamente, una docena de noches con temperaturas inferiores a 0 °C y ocasionalmente algún tipo de precipitación invernal, ya sea aguanieve o lluvia congelada. De acuerdo con el Servicio Nacional de Meteorología, hubo 31 casos de nieve en la ciudad en los últimos 122 años, con una media de alrededor de una nevada por cada cuatro años. Sin embargo, puede pasar un lustro, o más, entre cada nevada. En San Antonio, julio y agosto son los meses más calurosos, con temperaturas medias máximas de 35 °C. La temperatura más alta registrada en la ciudad fue de 43.9 °C el 5 de septiembre de 2000. El mes más frío es enero. La temperatura más baja registrada tuvo lugar el 31 de enero de 1949, cuando esta se desplomó hasta los -17.7 °C. Mayo es el mes más lluvioso. Durante los últimos 135 años, la media de precipitación anual ha sido de 73.79 cm, con cantidades máximas de 132.79 cm y mínimas de 25.68 cm en un año.
| Parámetros climáticos promedio de San Antonio (Aeropuerto Internacional de San Antonio), normales 1991–2020, extremos 1885–presente | Parámetros climáticos promedio de San Antonio (Aeropuerto Internacional de San Antonio), normales 1991–2020, extremos 1885–presente | Parámetros climáticos promedio de San Antonio (Aeropuerto Internacional de San Antonio), normales 1991–2020, extremos 1885–presente | Parámetros climáticos promedio de San Antonio (Aeropuerto Internacional de San Antonio), normales 1991–2020, extremos 1885–presente | Parámetros climáticos promedio de San Antonio (Aeropuerto Internacional de San Antonio), normales 1991–2020, extremos 1885–presente | Parámetros climáticos promedio de San Antonio (Aeropuerto Internacional de San Antonio), normales 1991–2020, extremos 1885–presente | Parámetros climáticos promedio de San Antonio (Aeropuerto Internacional de San Antonio), normales 1991–2020, extremos 1885–presente | Parámetros climáticos promedio de San Antonio (Aeropuerto Internacional de San Antonio), normales 1991–2020, extremos 1885–presente | Parámetros climáticos promedio de San Antonio (Aeropuerto Internacional de San Antonio), normales 1991–2020, extremos 1885–presente | Parámetros climáticos promedio de San Antonio (Aeropuerto Internacional de San Antonio), normales 1991–2020, extremos 1885–presente | Parámetros climáticos promedio de San Antonio (Aeropuerto Internacional de San Antonio), normales 1991–2020, extremos 1885–presente | Parámetros climáticos promedio de San Antonio (Aeropuerto Internacional de San Antonio), normales 1991–2020, extremos 1885–presente | Parámetros climáticos promedio de San Antonio (Aeropuerto Internacional de San Antonio), normales 1991–2020, extremos 1885–presente | Parámetros climáticos promedio de San Antonio (Aeropuerto Internacional de San Antonio), normales 1991–2020, extremos 1885–presente |
| Mes | Ene. | Feb. | Mar. | Abr. | May. | Jun. | Jul. | Ago. | Sep. | Oct. | Nov. | Dic. | Anual |
| --- | --- | --- | --- | --- | --- | --- | --- | --- | --- | --- | --- | --- | --- |
| Temp. máx. abs. (°C) | 31.7 | 37.8 | 37.8 | 38.3 | 40 | 42.2 | 41.7 | 43.3 | 43.9 | 37.2 | 34.4 | 32.2 | 43.9 |
| Temp. máx. media (°C) | 17.4 | 19.7 | 23.2 | 26.8 | 30.3 | 33.6 | 34.9 | 35.6 | 32.3 | 27.9 | 22.1 | 18.2 | 26.8 |
| Temp. media (°C) | 11.2 | 13.5 | 17.1 | 20.8 | 24.7 | 28.1 | 29.3 | 29.7 | 26.6 | 21.8 | 15.9 | 11.9 | 20.9 |
| Temp. mín. media (°C) | 5 | 7.3 | 11 | 14.7 | 19.1 | 22.6 | 23.7 | 23.8 | 20.9 | 15.8 | 9.9 | 5.8 | 14.9 |
| Temp. mín. abs. (°C) | -17.8 | -15.6 | -7.2 | -0.6 | 5.6 | 8.9 | 15.6 | 13.9 | 5 | -2.8 | -6.1 | -14.4 | -17.8 |
| Precipitación total (mm) | 49.8 | 44.2 | 58.7 | 61.5 | 111.8 | 83.3 | 61.2 | 54.6 | 98.6 | 95.3 | 52.8 | 50.8 | 822.5 |
| Nevadas (cm) | 0 | 0.3 | 0 | 0 | 0 | 0 | 0 | 0 | 0 | 0 | 0 | 0.3 | 0.5 |
| Días de precipitaciones (≥ 0.2 mm)                                                                                                  | 6.9 | 7.4 | 8.5 | 6.4 | 8.3 | 7.0 | 5.0 | 4.7 | 6.9 | 6.4 | 6.4 | 7.4 | 81.3 |
| Días de nevadas (≥ 0.2 cm) | 0.0 | 0.3 | 0.0 | 0.0 | 0.0 | 0.0 | 0.0 | 0.0 | 0.0 | 0.0 | 0.0 | 0.0 | 0.3 |
| Horas de sol | 159.4 | 169.7 | 215.5 | 209.7 | 221.8 | 275.9 | 308.8 | 293.9 | 234.9 | 218.0 | 171.9 | 149.7 | 2629.2 |
| Humedad relativa (%) | 67.1 | 65.2 | 63.2 | 66.3 | 70.5 | 68.8 | 65.0 | 64.7 | 68.0 | 67.2 | 68.3 | 68.0 | 66.9 |
| Fuente: NOAA (humedad y horas de sol 1961–1990),                                                                                    | | | | | | | | | | | | | |

## Demografía
Según el censo de 2010, había 1 327 407 personas residiendo en San Antonio. La densidad de población era de 1098.14 hab./km². De los 1 327 407 habitantes, San Antonio estaba compuesto por el 72.58 % blancos, el 6.88 % eran afroamericanos, el 0.89 % eran amerindios, el 2.43 % eran asiáticos, el 0.11 % eran isleños del Pacífico, el 13.68 % eran de otras razas y el 3.43 % pertenecían a dos o más etnias. Del total de la población el 63.2 % eran hispanos o latinos de cualquier raza. Según el Censo de elaborado en el año 2000, la ciudad contaba con una población de 1 144 646 habitantes, lo que la situaba como la novena ciudad más poblada del país. Debido a la baja densidad de San Antonio y la escasa población en torno de los límites de la ciudad, el área metropolitana se sitúa como la 30.ª más poblada de los Estados Unidos, con una población de 1 592 383 habitantes. El censo de 2020 de la Oficina del Censo de EE. UU. determinó que San Antonio tenía una población de 1 434 625 residentes en 2020. En 2019, la Encuesta sobre la comunidad estadounidense estimó que San Antonio tenía una composición racial de 88.4 % blanca, 6.6 % negra y afroamericana, 0.2 % indígena americana y de Alaska Nativo, 2.8 % asiático, 0.1 % nativo de Hawái y otras islas del Pacífico, 0.2 % alguna otra raza y 1.7 % dos o más razas. Étnicamente, el 64.5 % eran hispanos o latinoamericanos de cualquier raza.
Las estimaciones de población posteriores indicaron un leve crecimiento continuo en la zona. El 1 de julio de 2008, la estimación de la población en San Antonio fue de 1 351 305 habitantes, la segunda ciudad más poblada y la tercera área metropolitana más poblada de Texas, manteniéndose como la séptima ciudad más poblada del país. El censo estadounidense de 2008 estimó que la población del área estadística metropolitana de San Antonio (que incluye los ocho condados de Atascosa, Bandera, Bexar, Comal, Guadalupe, Kendall, Medina y Wilson) era de 2 031 445 habitantes, por lo que era la tercera mayor área metropolitana de Tejas y la 28.ª área metropolitana más poblada a nivel nacional. Limita al noreste con el área estadística metropolitana Austin-Round Rock, y las das áreas juntas combinadas forman una región de casi 3.7 millones de personas.

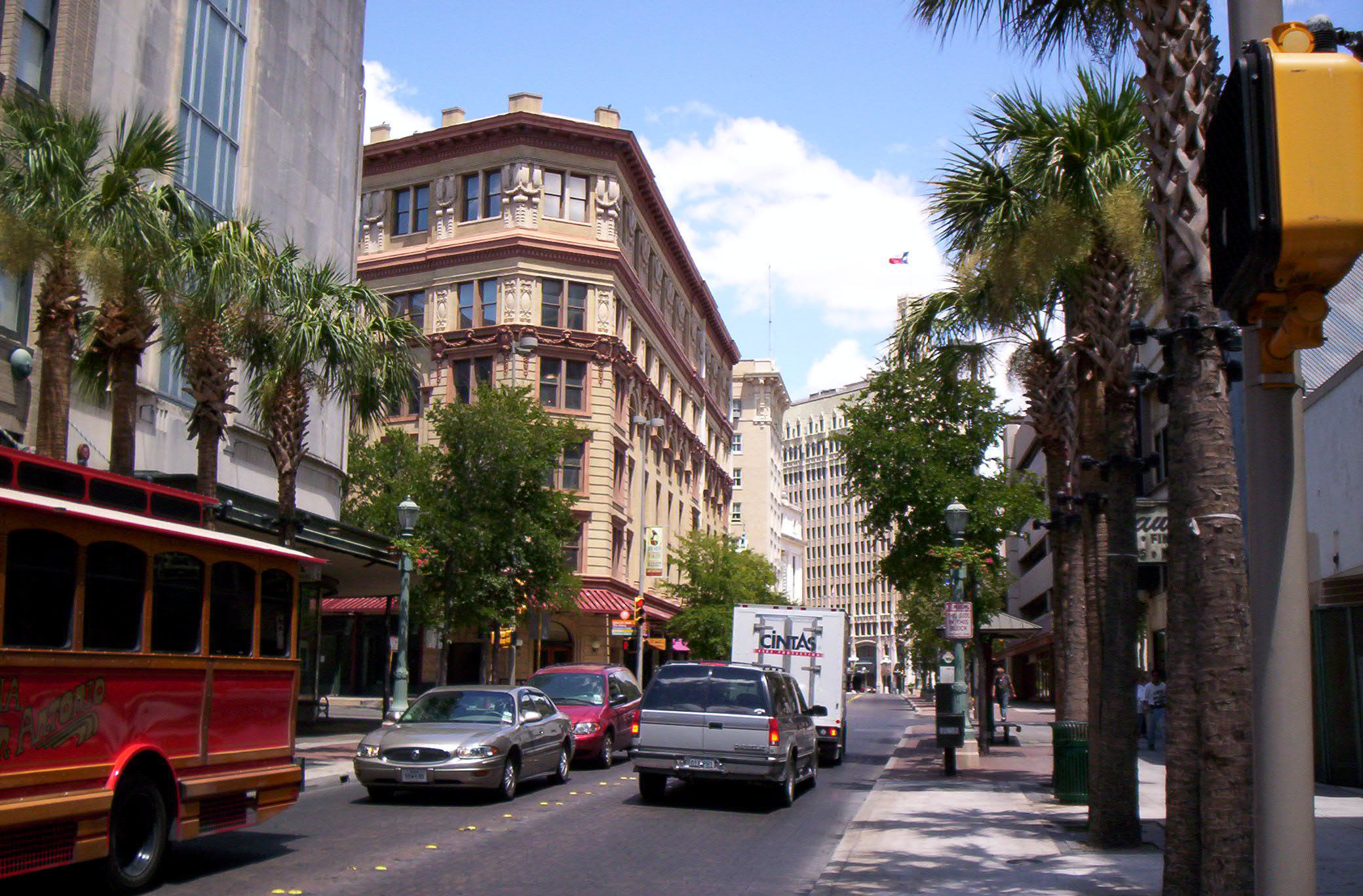
Centro de San Antonio.

En San Antonio en el año 2000 había 405 474 hogares y 280 993 familias que residían en la ciudad. La densidad de población era de 1084.4 hab./km². Había 433 122 unidades de viviendas con una densidad media de 410.3 viviendas/km². La edad de la población se repartía de la siguiente manera: el 28.5 % eran menores de 18 años; el 10.8 % entre 18 y 24 años; el 30.8 % de 25 a 44; el 19.4 % de 45 a 64; y el 10.4 % de sesenta y cinco años de edad o más. La media de edad era de treinta y dos años. En San Antonio, el 48 % de la población eran varones y el 52 % de la población, mujeres. Por cada cien mujeres existían 93.5 hombres. Por cada cien mujeres de dieciocho años o más, había 89.7 varones.
El ingreso medio por hogar en la ciudad era de 36 214 $, y la renta media para una familia era de 53 100 $. Los hombres tenían un ingreso promedio de 30 061 $ frente a los 24 444 $ para las mujeres. El ingreso per cápita de la ciudad era de 17 487 $. El 17.3 % de la población y el 14 % de las familias se encontraban por debajo del umbral de pobreza. Fuera de la población total, el 24.3 % de los menores de dieciocho años y el 13.5 % de los mayores de sesenta y cinco años viven por debajo de este umbral.

## Gobierno
La ciudad de San Antonio se rige por la forma de gobierno de Consejo municipal. La ciudad está dividida en 10 distritos del Consejo que distribuyen la población equitativamente entre todos los distritos. Cada distrito elige a una representante en el Ayuntamiento. Todos los miembros del Consejo de la Ciudad, incluido el alcalde, son elegidos para mandatos de dos años y se limitan a cuatro términos en total (con excepción de los que estaban en funciones en noviembre de 2008 y se limitan a un total de dos términos). Todos los cargos son elegidos en votaciones no partidistas, como lo requiere la ley de Tejas. La mayoría de los miembros del Consejo mantienen sus puestos de trabajo a tiempo completo paralelos a sus puestos en el Consejo. El actual alcalde es Julian Castro.
El Consejo contrata al Administrador de la Ciudad para manejar las operaciones día a día. Las funciones del Consejo son actuar como cuerpo legislativo de la ciudad con el Administrador de la Ciudad, que actúa como su Director Ejecutivo, responsable gestionar las operaciones del día a día y la ejecución de la legislación del Consejo. La actual directora de la ciudad es Sheryl Sculley.
La ciudad cuenta con su propia compañía que suministra electricidad y gas, CPS Energy. San Antonio se extiende en varios distritos del congreso nacionales y están representadas en el Congreso estadounidense de la siguiente manera:
- Senado
  - Kay Bailey Hutchison (R)
  - John Cornyn (R)
- Cámara de Representantes
  - Texas District 20 - Charlie González (D)
  - Texas District 21 - Lamar Smith (R)
  - Texas District 23 - Ciro Rodríguez (D)
  - Texas District 28 - Henry Cuellar (D)

## Economía
San Antonio tiene una diversificada economía con cuatro focos primarios: servicios financieros, gobierno, asistencia sanitaria y turismo. Situado al noroeste del centro de la ciudad se encuentra el South Texas Medical Center, el mayor conglomerado y centro de hospitales, clínicas e instituciones de investigación y educación superior.

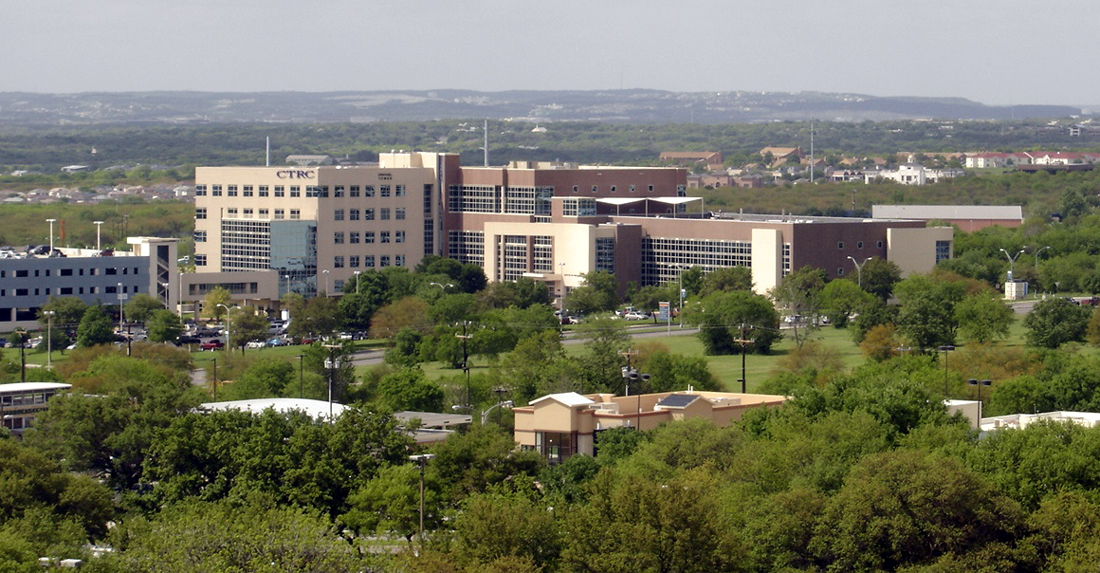
El Centro de Terapia e Investigación de Cáncer, en el South Texas Medical Center.

La ciudad constituye una de las mayores concentraciones de bases militares de los Estados Unidos. La industria de Defensa en San Antonio da empleo a unos 89 000 trabajadores y supone 5250 millones de dólares a la economía de la ciudad.
Alrededor de veinte millones de turistas visitan la ciudad cada año, contribuyendo sustancialmente al crecimiento de la economía local. El Centro de Convenciones Henry B. González reúne más de trescientos eventos cada año con 750 000 delegados de convenciones procedentes de todo el mundo. La industria del turismo emplea en San Antonio a 94 000 personas y significa 8700 millones de dólares para la economía de la ciudad, según reveló el Estudio de Impacto Económico elaborado cada dos años por la Junta de Turismo de San Antonio y el equipo de investigación del doctor Richard Butler y la doctora Mary Stefl de la Universidad de Trinity. El turismo proporciona, también, nuevos ingresos anuales a la ciudad y a otras entidades gubernamentales con las tasas de hoteles y moteles, tasas de ventas y otros ingresos de contratos y acuerdos de hospitalidad. Estos ingresos sobrepasaban los ciento sesenta millones de dólares en el estudio realizado en 2004.
En San Antonio hay sedes de cinco compañías presentes en la lista Fortune 500: Valero Energy Corp, Tesoro Petroleum Corp, Clear Channel Communications, USAA y NuStar Energy.

## Cultura

### Eventos anuales

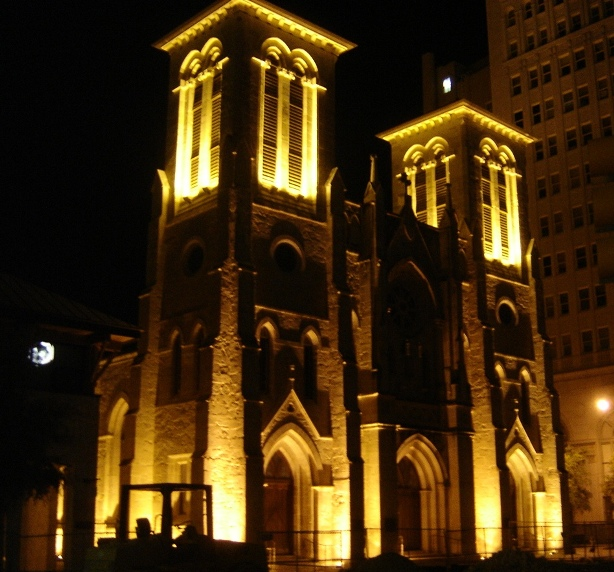
La Catedral de San Fernando recibe cada Viernes Santo la Passion Play.

Celebrate San Antonio es la celebración de Nochevieja de la ciudad festejada en la South Alamo Street junto al HemisFair Park. El festival tiene varias etapas, con actuaciones musicales, comida y actividades familiares, entre otras cosas. La velada culmina a medianoche con un espectáculo de fuegos artificiales que da la bienvenida al Año Nuevo. Las festividades del Cinco de Mayo tienen lugar en el Market Square, mientras que la Fiesta San Antonio es un festival de diez días celebrado cada abril para honrar la memoria de los héroes de la Batalla de El Álamo y la Batalla de San Jacinto. Más de cien eventos tienen lugar durante el aniversario de la independencia de Texas de México. Otros acontecimientos importantes que tienen lugar durante la Fiesta son el Texas Cavaliers River Parade (el festival discurre por el River Walk en lugar de las calles de la ciudad), Fiesta Flambeau Night Parade, Night in Old San Antonio (gastronomía de todo el mundo en el barrio histórico de La Villita), King William Street Fair, St. Mary's University's Fiesta Oyster Bake, Fiesta Arts Fair y Cornyation.
Otros eventos de importancia en la ciudad son la Fiesta de las Luminarias, llevada a cabo en el River Walk, y la Holiday River Parade and Lighting Ceremony, celebrada el día después de Acción de Gracias. La Passion Play, celebrada en la Catedral de San Fernando, la catedral católica más antigua del país, retrata la historia de la crucifixión de Jesucristo cada Viernes Santo. La obra se lleva celebrando más de doscientos cincuenta años. Destacan también el Michelob ULTRA River Walk Mud Festival en enero, el San Antonio Stock Show & Rodeo en febrero, el Shakespeare in the Park y el Texas Folklife Festival en junio, y los Tejano Music Awards en marzo.

### Museos

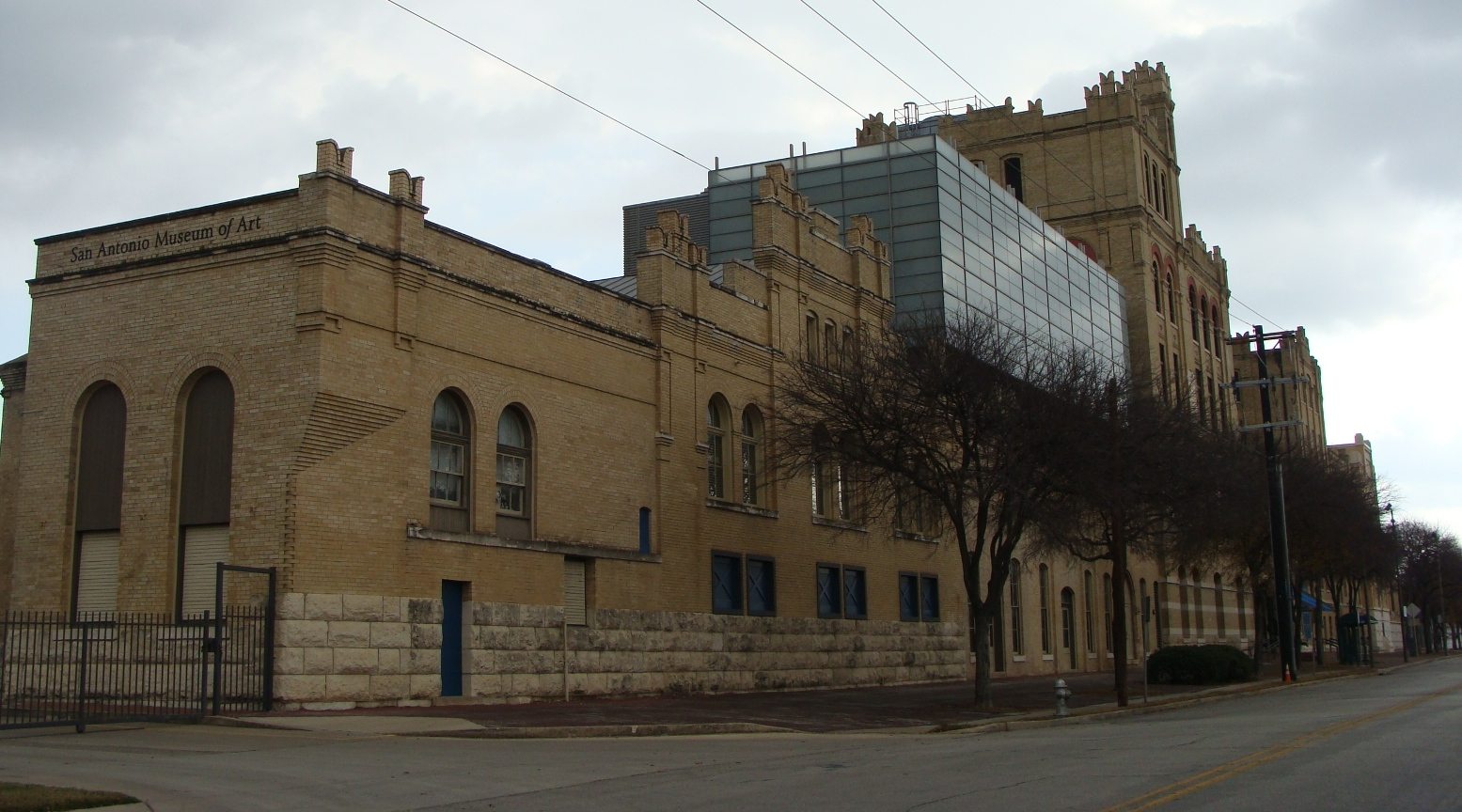
Museo del Arte de San Antonio.

San Antonio cuenta con varios museos y centros culturales. El Artpace es centro de arte contemporáneo fundado en 1995 por Linda Pace. La fundación se encuentra en el reformado Hudson Dealership, de los años 20, en el centro de la ciudad. La organización se promueve a sí mismo como un laboratorio para la creación y promoción del arte contemporáneo internacional. El Blue Star Contemporary Art Center (BSCAC) fue establecido como una respuesta popular a la cancelación de una exposición de arte contemporáneo en el Museo de Arte de San Antonio en 1985. El Guadalupe Cultural Arts Center (GCAC), fundado en 1980, es una organización sin ánimo de lucro establecida para la promoción del arte y la cultura de los chicanos, latinos e indígenas. El GCAC está situado en el corazón del lado oeste de San Antonio. La programación pública y educacional del centro se compone de diversos programas en seis disciplinas: danza, literatura, arte de los nuevos medios, teatro, artes visuales y música. Los eventos anuales organizados en el centro son el CineFestival de San Antonio y el Tejano Conjunto Festival en San Antonio.
El McNay Art Museum, fundado en 1950, es el primer museo de arte moderno en Tejas. Cuenta con obras de artistas de arte europeo y americano del siglo XIX y XX como Paul Cézanne, Pablo Picasso, Paul Gauguin, Henri Matisse, Georgia O’Keeffe, Diego Rivera, Mary Cassatt y Edward Hopper. La colección se compone hoy de más de 14 000 objetos y es una de las mejores colecciones de arte contemporáneo y de escultura en el suroeste de los Estados Unidos. Entre otros museos en la ciudad, también destacan el Museo Alameda, el Museo del Arte de San Antonio, el Southwest School of Art & Craft, el Museo Witte, el Museo de Transporte de Tejas y el San Antonio Buckhorn Saloon and Museum.

### Deportes

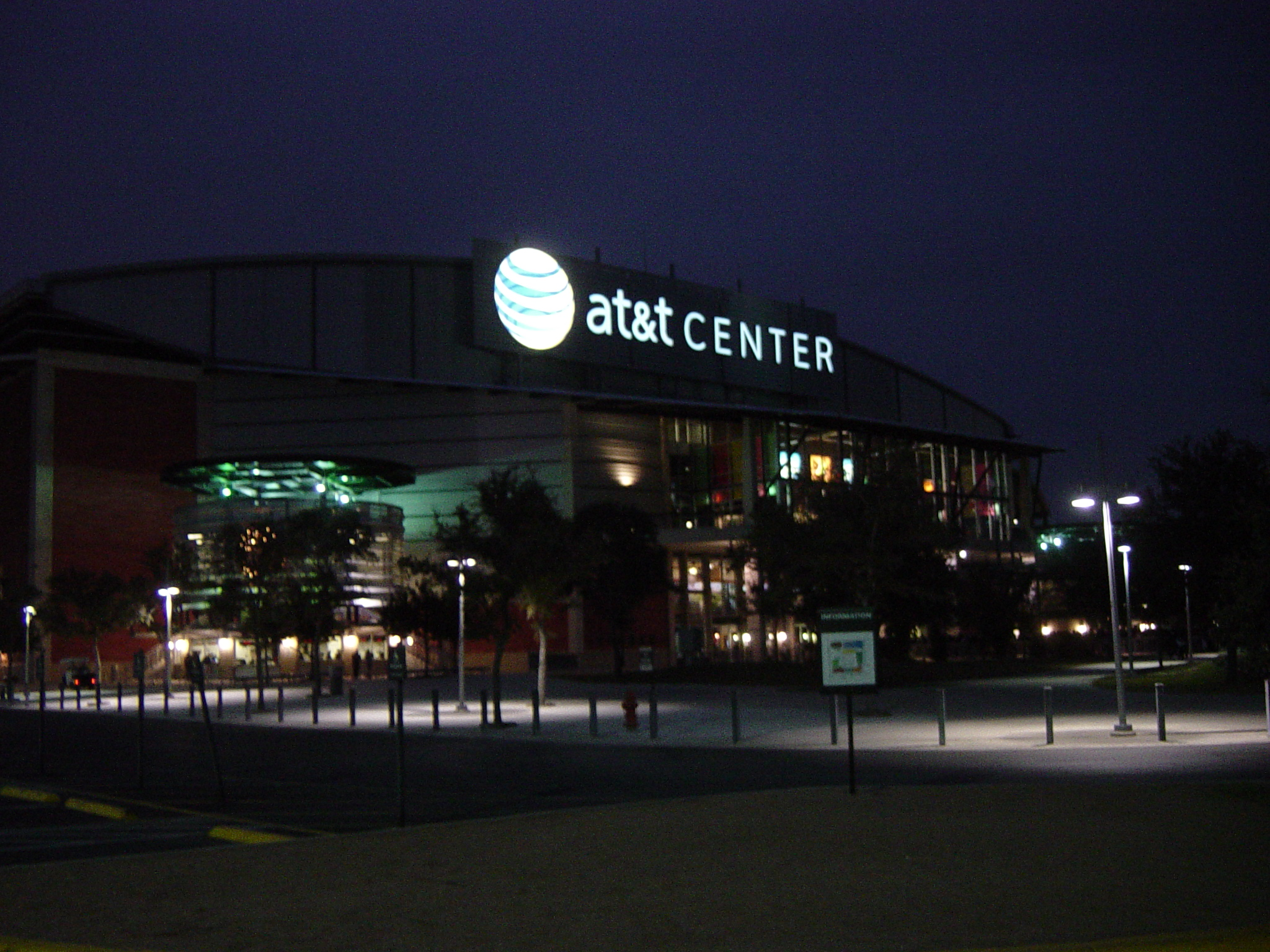
El AT&T Center es el estadio de los San Antonio Spurs de la NBA.

El único equipo deportivo de alto nivel profesional de la ciudad es San Antonio Spurs de la NBA. Anteriormente, los Spurs jugaron sus partidos de local en el Alamodome, pero más tarde construyeron, con dinero público, el SBC Center y se trasladaron en 2002, adoptando el nombre de AT&T Center en enero de 2006. Además, los Spurs han ganado cinco campeonatos de la NBA.
El AT&T Center es también el pabellón de San Antonio Rampage de la American Hockey League y de San Antonio Silver Stars de la WNBA, ambos propiedad de la Spurs Organization. San Antonio también cuenta con el equipo San Antonio Missions de las Ligas Menores de Béisbol y afiliado de los San Diego Padres, y juegan sus encuentros en el Nelson Wolff Stadium. San Antonio tiene dos equipos universitarios en la División I de la NCAA, los UTSA Roadrunners y los Incarnate Word Cardinals; además es sede del Alamo Bowl, un partido de postemporada de fútbol americano universitario. En San Antonio también existen dos equipos de rugby union, Alamo City Rugby Football Club y San Antonio Rugby Football Club.
La ciudad es anfitrión de la U.S. Army All-American Bowl, disputada de manera anual en el Alamodome y televisada en directo por la NBC. La Bowl es un enfrentamiento entre el Este y el Oeste que incluye a los 90 mejores jugadores de instituto de fútbol americano. En este partido participaron estrellas de la NFL como Reggie Bush, Vince Young y Adrian Peterson, entre otros. San Antonio ha sido lugar de entrenamiento de Dallas Cowboys y Houston Oilers, y han firmado un contrato con los Cowboys en el que el equipo entrenará en San Antonio hasta 2011. Jerry Jones, propietario de los Cowboys, ha mostrado su apoyo a los esfuerzos de San Antonio para contar con una franquicia de la NFL. San Antonio es la segunda ciudad más grande en los Estados Unidos sin un equipo de la NFL (después de Los Ángeles).
| Deporte    | Liga | Equipo                   | Fundado | Pabellón/Estadio                  | Campeonatos | Años de campeonato                                               |
| ---------- | ---- | ------------------------ | ------- | --------------------------------- | ----------- | ---------------------------------------------------------------- |
| Baloncesto | NBA  | San Antonio Spurs        | 1967    | AT&T Center                       | 5           | 1999, 2002-03, 2004-05, 2006-07, 2013-14                         |
| Baloncesto | WNBA | San Antonio Silver Stars | 1997    | AT&T Center                       | 0           | -                                                                |
| Hockey     | AHL  | San Antonio Rampage      | 2002    | AT&T Center                       | 0           | -                                                                |
| Béisbol    | TL   | San Antonio Missions     | 1868    | Nelson W. Wolff Municipal Stadium | 11          | 1897, 1903, 1908, 1933, 1950, 1961, 1964, 1997, 2002, 2003, 2007 |
| Fútbol     | NASL | San Antonio Scorpions    | 2010    | Toyota Field                      | 1           | 2014                                                             |

### Medios de comunicación
El San Antonio Express-News es el principal periódico de la ciudad, fundado en 1865. Robert Rivard, actual vicepresidente ejecutivo del periódico y editor, fue nombrado Jefe de Redacción en 1994 y Editor en 1997. El Express-News es el tercer mayor periódico del sur de Tejas. Hearst Corporation poseyó un segundo diario, el San Antonio Light, y adquirió el Express-News de News Corporation en 1992. Tras no encontrar un comprador, el Light desapareció. Hearst, utilizando la marca Express-News, también produce Conexión, una revista semanal con un personal totalmente hispano. The San Antonio Current es un periódico gratuito publicado semanalmente con temas políticos locales, arte, música, lista de restaurantes y opiniones, y listas de los acontecimientos y la vida nocturna en la ciudad. Además, el San Antonio Business Journal cubre noticias de negocios en general. La Prensa, una publicación bilingüe, también tiene una larga historia en San Antonio. El San Antonio River Walk ofrece noticias generales de San Antonio.
En cuanto a la televisión, San Antonio es el 37.º mercado en los Estados Unidos, a pesar de ser una de las diez ciudades de mayor población. Esto se debe a la baja densidad de población de las zonas periféricas y de la proximidad de Austin, que trunca el potencial del área de mercado. El mercado de San Antonio tiene un 65% de penetración de televisión por cable.
El área de San Antonio también cuenta con cincuenta estaciones de radio, treinta de ellas localizadas en la ciudad. La primera estación de radio que emitió en el sur de Texas fue KTSA AM-550 en 1922. Algunos de los presentadores más conocidos de los programas locales de entrevistas de la KTSA AM-550 son Jack Riccardi, Trey Ware y Ricci Ware. Otra estación importante es WOAI AM-1200 (el buque insignia de Clear Channel Worldwide), que es la radio de San Antonio Spurs y de Rush Limbaugh.
Hay dos estaciones de la National Public Radio en San Antonio, ambas pertenecientes a la Radio Pública de Tejas; KSTX 89.1 FM y KPAC 88.3. KRTU 91.7 es una estación de radio no comercial con sede en la Universidad de Trinity. A diferencia de otras estaciones de radio universitarias en los Estados Unidos, la emisora ofrece jazz durante 17 horas al día y rock/indie rock universitario por la noche. La mayoría de las estaciones latinas en el área ofrecen estilos regionales de música mexicana, tex-mex y pop contemporáneo.

## Educación

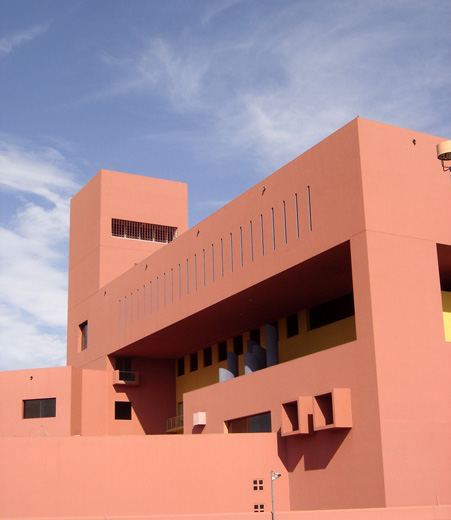
Biblioteca central de la Biblioteca Pública de San Antonio

Distrito Escolar Independiente de North East, Distrito Escolar Independiente de Northside, Distrito Escolar Independiente de San Antonio, Distrito Escolar Independiente de Edgewood, Distrito Escolar Independente del Sur de San Antonio, y otros distritos escolares gestionan escuelas públicas.
La Biblioteca Pública de San Antonio gestiona bibliotecas públicas.
San Antonio recibe a más cien mil estudiantes en sus treinta y un centros de educación superior que incluyen: el Centro de Ciencias de la Salud de la Universidad de Texas, la Universidad de Texas en San Antonio, la Universidad de Texas A&M-San Antonio y los Alamo Colleges. Entre los centros privados destacan la Universidad de Santa María, la Universidad de Nuestra Señora del Lago, la Universidad del Verbo Encarnado, la Universidad de la Trinidad y la Universidad Wayland Baptist.

## Ciudades hermanadas
- Béjar (Castilla y León, España)
- Chennai (Tamil Nadu, India)
- Guadalajara (Jalisco, México)
- Gwangju, Corea del Sur
- Kaohsiung, República de China
- Kumamoto, Japón
- Lanzarote, (Islas Canarias, España)[45]
- Moguer (Andalucía, España). Ciudad natal del fundador Antonio de Olivares.[46]
- Monterrey (Nuevo León, México)
- Las Palmas de Gran Canaria (Islas Canarias, España)
- Santa Cruz de Tenerife (Islas Canarias, España)[47]
- Torreón (Coahuila, México)